# Monsanto Park Circuit
Monsanto Park Circuit var en racerbana i Monsanto Park i Lissabon i Portugal. Huvudraksträckan utgjordes av motorvägen till Estoril. Banan är numera nedlagd.
Portugals Grand Prix i formel 1 kördes på Monsanto Park-banan vid ett tillfälle.

## F1-vinnare
| Säsong | Förare        | Tillverkare   |
| ------ | ------------- | ------------- |
| 1959   | Stirling Moss | Cooper-Climax |